# Apollo Computer
Apollo Computer, Inc. — американская компания по производству аппаратного и программного обеспечения. Основана в 1980 году в Челмсфорде Уильямом Подаска (англ.), ранее основавшим компанию Prime Computer. Разрабатывала и производила рабочие станции Apollo/Domain в 1980-х годах.
В 1981 году компания выпустила рабочую станцию DN100, созданную на основе микропроцессора Motorola 68000. Рабочие станции Apollo работали под управлением AEGIS (позднее переименованной в Domain/OS (англ.)), проприетарной операционной системы с отличающимся от Unix POSIX-совместимым программным обеспечением. Сетевые возможности Apollo были особенно примечательны, в их числе впервые появилась возможность обмениваться быстрыми сообщениями по сети, высокая степень прозрачности сети и требовалось малое количество обслуживающего персонала по отношению к количеству машин.
С 1980 по 1987 годы Apollo была самым крупным производителем сетевых рабочих станций. На конец 1987 года она была третьей на рынке после DEC и Sun Microsystems и опережала HP и IBM. Крупнейшими заказчиками Apollo были Mentor Graphics, General Motors, Ford, Chrysler и Boeing.
Apollo была куплена HP в 1989 году за 476 млн американских долларов, и постепенно закрыта в период с 1990 по 1997 год.
Apollo также изобрела систему контроля изменений DSEE (Domain Software Engineering Environment), которая позже была преобразована в Rational ClearCase. DSEE произносится как «диззи».

## История компании
Несмотря на то, что Apollo начала деятельность на 2 года раньше Sun Microsystems, она не смогла занять лидирующие позиции и воспользоваться двухгодичным преимуществом. При появлении на рынке многие компании, начинающие с чистого листа, чаще берут на себя смелость диктовать свои условия рынку, чем стараются найти лучший путь. Так и ОС Aegis/Domain, которая всегда поддерживала команды в стиле Unix, но не была создана на основе Unix, провалилась как раз тогда, когда в 1987 году сделала шаги по направлению к Unix, когда в Domain/OS 10 был предоставлена поддержка Unix API и управление памятью в стиле Unix. Domain/OS изначально была написана на проприетарной версии Паскаля и не содержала кода ядра Unix. Версия 10 была создана на основе Unix, но бремя обратной совместимости с предыдущими версиями привело к тому, что система стала больше и значительно медленнее, чем предыдущие. Apollo с неохотой отказала клиентам в выпуске следующих версий, хотя она могла бы с успехом продолжать и может быть даже попытаться вернуть утерянную часть рынка. В итоге HP закрыла линию Domain/OS. Версия 10 вышла когда конкуренты уже продвинулись вперёд в графике и оконных интерфейсах, особенно в направлении Open System и X Window System.
Другой особенностью или скорее препятствием была проприетарная сеть, которая изначальна была разработана для относительно малых сетей с дюжиной машин в пределах офисов. Теоретически она была великолепно спроектирована, но не могла взаимодействовать с любым другим существовавшим аппаратным или программным обеспечением. От неё отказались когда в промышленности широкое применение получили Ethernet и TCP/IP. Позднее Apollo добавила поддержку этих промышленных стандартов, но никогда не позволяла столько взаимодействия, как её конкуренты.
В 1988 году компания понесла большие потери и через небольшое время согласилась на предложение HP о покупке.
Apollo была куплена HP в 1989 году за 476 млн американских долларов, и постепенно закрыта в период с 1990 по 1997 год.